# Etna
Etna (latinski: Aetna, sicilijanski: Mongibeddu, talijanski: Etna ili Mongibello) je aktivni stratovulkan u Italiji koji se nalazi na istočnoj obali Sicilije, blizu Messine i Catanije.
Etna je s više od 3357 metara nadmorske visine najviši vulkan i najviša planina ispod Alpi u Europi. Pokriva područje od 1.190 km², a oko njega se nalazi 19.237 ha nenaseljenog područja. Na padinama Etne, od široke doline Catanije prema jugu, nalazi se plodno vulkansko tlo koje stanovnici iskorištavaju za vinograde i voćnjake. Iako je često aktivan, vulkan i nije toliko opasan.
Ime joj najvjerojatnije potiče od feničkog attuna, što znači „peć”, iako se prije vjerovalo kako potječe od starogrčkog αἴθω (aitho) što znači „gorim”. Prvi opis erupcije Etne dao je starogrčki povjesničar Diodor Sicilski, dok je starorimski pjesnik Vergilije detaljno opisao, najvjerojatnije iz prve ruke, u svom djelu Eneidi. Zbog česte aktivnosti bila je savršena antičkim piscima koji su je smatrali djelom bogova. Prema starogrčkom mitu Zeus je ispod ove planine zarobio čudovišnog Tifona te se vjerovalo i kako se tu nalazi Hefestova kovačnica.
Etna još uvijek utječe na vulkanologiju, geofiziku i druge znanosti povezane sa zemljom, te predstavlja prirodni laboratorij za proučavanje ekoloških i bioloških procesa, zbog čega je 2013. god. upisana na UNESCO-ov popis mjesta svjetske baštine u Europi.

## Zemljopisne odlike
Etna se nalazi iznad mjesta gdje se susreću Afrička i Euroazijska ploča. Svojom trenutačnom visinom od 3357 m, koja raste svakom erupcijom, Etna je najviši vulkan i najviši vrh ispod Alpi u Europi; a svojom površinom od 1190 km² (s promjerom bazaltne površine od 140 km) je uvjerljivo najveći talijanski vulkan, gotovo dvostruko veći od sljedećeg po veličini, Vezuva. U Europsko-sjevernoafričkom području samo je Teide na Tenerifi viši i veći.
Etna je jedan od najaktivnijih vulkana na svijetu i gotovo konstantno tinja, zbog čega ga je UN ubrajao među 16 najopasnijih vulkana na svijetu, tzv. „vulkane desetljeća”, nazvanima tako jer su bili dijelom projekta „Međunarodnog desetljeća zaštite od prirodnih katastrofa”.

## Geološka povijest
Etna je najvjerojatnije nastala prije oko milijun godina erupcijom ispod mora. Prije oko 35.000 godina Etna je ispuštala velike količine lave te su se ostatci pepela mogli naći i oko Rima, 800 km sjeverno. Najveća erupcija u zadnjih tisuću godina dogodila se 1669. godine, kada je izbačeno otprilike 830.000.000 m³ lave. Na južnim obroncima planine pojavljivali su se i jaki zemljotresi koji su najviše pogodili područje Val di Noto. Potpuno je bio uništen zapadni dio grada Catanije, ali i drugih gradova kao što su Caltagirone, Militello in Val di Catania, Modica, Noto, Palazzolo Acreide, Ragusa i Scicli. Najveće erupcije u zadnjih stotinu godina bile su 1928., 1949., 1971., 1983., 1992. i 2004. godine, dok je posljednja ozbiljnija aktivnost bila od siječnja 2011. do veljače 2012. god. te 2015., 2017. slabija erupcija bila je 23./24. srpnja 2018. godine dok se najnovija erupcija dogodila 7. srpnja 2021.

## Vanjske poveznice
- Etna uživo s video kamera oko planine
- Vulkan Etna, stranice Talijanskog nacionalnog instituta geofizike i vulkanologije (tal.)